# Hrvati u Mađarskoj
Hrvati su jedna od nacionalnih manjina u Mađarskoj. Nazočnost Hrvata u Mađarskoj je višestoljetna, i hrvatska zajednica u Mađarskoj je doseljenička, iako postoje teze da su neke hrvatske zajednice u mađarskoj Podravini, Zadravini, Međimurju i Pomurju izvorne.

Hrvati su u Mađarsku dolazili u većim vremenskim razmacima, često kao dio izbjegličkih i prognaničkih valova, ali dio je dolazio i poslom, naseljavajući se na veleposjedničkim imanjima.
Dan Hrvata u Mađarskoj obilježava se na Martinje, 11. studenoga.

## Zemljopisna raspodjela
Hrvati su u Mađarskoj koncentrirani u nekoliko područja, a pripadaju brojnim hrvatskim etničkim podskupinama.
U područjima uz austrijsku granicu, u Gradišću, žive gradišćanski Hrvati.
U mađarskom dijelu Bačke i Maloj Kumaniji, današnjoj Bačko-kiškunskoj županiji, postoji zajednica Bunjevaca i rackih Hrvata te manja koncentracija u Segedinu, u Čongradskoj županiji. Njihov je govor ozbiljno ugrožen; danas ga govori samo nekoliko ljudi
Sjeverno od Budimpešte, u Senandriji, žive Dalmatini. Postoje i u Segedinu, a zabilježeni su i u drugim krajevima. Danas nijedan od njih ne govori njihovim narječjem hrvatskog jezika, asimilirali su se u Mađare, ali su zadržali svijest o svojem podrijetlu i čuvaju svoje običaje. Njihov govor je zabilježen u posljednji trenutak
Južno od Budimpešte (u prstenu oko Budimpešte su zabilježeni Hrvati pod imenom Ilira, ali i drugdje. Zajednica u prstenu oko Budimpešte je danas nestala zbog asimilacije te se njihovi potomci izjašnjavaju Mađarima.
U Baranji, u gradu Pečuhu, žive Hrvati iz skupine Bošnjaka, a i u selima Kukinju, Semelju itd. Ova zajednica danas prijeti ugroza asimilacije.

Dalje prema zapadu, u Podravini i Pomurju, raspršeni žive podravski i pomurski Hrvati.

Na južnim obalama Blatnog jezera su se nalazili Hrvati koji su se nazivali Totima. Danas su u potpunosti asimilirani u Mađare. 1970-ih su još bili postojali.
Bunjevački Hrvati i dalmatinski Hrvati se u starijim mađarskim izvorima spominju kao istoznačnice.
U prošlosti su mađarski znanstvenici prikazivali Bunjevce kao poeban narod, a danas su takva pogrešna stajališta u potpunosti napustili i smatraju ih neospornim dijelom hrvatskog naroda, što je mađarska akademija znanosti jasno iskazala kada su ovo pitanje su ponovno nastojali pokrenuti neke pristaše nehrvatske opcije, a mađarski parlament na temelju mišljenja Mađarske akademije i jednogodišnje rasprave 18. prosinca 2006. s 339 glasova "protiv", 18 glasova "za" i 7 suzdržanih odbio je inicijativu za priznavanje Bunjevcima statusa nacionalne manjine i jasno ih definirao dijelom hrvatskog naroda.

## Povijest

### Stare zajednice
Po jednim autorima je dio Hrvata u Mađarskoj autohtono stanovništvo i to je stanovništvo vjerojatno ondje doselio još od doseljavanja Hrvata iz Zakarpatja. Pri tome se misli na hrvatske zajednice u mađarskoj Podravini, Zadravini, Međimurju i Pomurju. Teza o autohtonosti je najprihvatljivija kod podravskih Hrvata jer postoje pisani dokumenti o njima još iz doba Arpadovića, a isto bi se moglo utemeljeno reći i za pomurske Hrvate, s obzirom na to da čine cjelinu s Hrvatima s druge strane Mure. Mađarski su izvori tradicionalno sve do 17. st. nazivali pojmom Tóth označavali isključivo stanovnike srednjovjekovne Slavonije, a brojni toponimi u južnoj Mađarskoj sadrže tu odrednicu u svome imenu.
Kod bunjevačkih Hrvata stvari postaju složenijima. Bunjevci su doselili na te prostore kasnije, no na tim je prostorima (Bačka i j. Ugarska) prije njihovog doseljavanja prema istraživanjima Ante Sekulića živjelo u neutvrđenom broju starosjedilačko slavensko stanovništvo rimokatoličke vjere koje se s doseljenim Bunjevcima stopilo u jednu zajednicu.

### Doseljavanja
U Mađarsku su Hrvati doseljavali sa skoro svih svojih područja na kojima žive ili su živjeli u Hrvatskoj, BiH, Vojvodini, pri čemu su najveći migracijski valovi bili za vremena turskih osvajanja, od 15. do 18. stoljeća.
Drugi veliki selidbeni val Hrvata u Mađarsku je uslijedio nakon što se formirala Hrvatsko-Ugarska država. Osobito je bio velik za vlasti kralja Matije Korvina (1458. – 1490.).
Znan je podatak da su u Baji od 1229. do 1260. djelovali dušobrižnici iz Dalmacije i Bosne, što pokazuje narodnosnu pripadnost tamošnjeg stanovništva (mađ. izvori navode "Slaveni", "szlávok").
1241. je ugarski kralj Bela III. vraćajući se iz izbjeglištva u južnoj Hrvatskoj, gdje se sklonio od Mongola, sa sobom u Budim i Peštu poveo veliki broj Hrvata koji su obnovili te porušene gradove i kasnije bili značajnim osobama u javnom životu u Kraljevini Ugarskoj.
Prema istraživanjima Ladislava Heke, prvi od Hrvata su se na područje Mađarske doselili bosanski franjevci 1339. te Hrvati iz Dubrovnika. S obzirom na to da su franjevci pratili hrvatski puk na izbjegličkim putovima, realno je smatrati da je ondje već živjela značajno velika skupina Hrvata radi koje se moralo poslati svećenika.
1366. je hrvatsko-ugarski kralj Ljudevit molio bosanske franjevce neka pošalju svoje ljude na jug Kraljevine Ugarske, a papa Grgur XI. je to odobrio pismom iz 1376., u kojem je dopustio franjevcima djelovati na području čanadske, kalačke i pečuške biskupije jer "mađarski svećenici ne znaju jezik tamošnjeg slavenskog življa pa ne mogu obavljati dušobrižništvo". S obzirom na to da franjevci nisu dušobrižnici pravoslavnima, utemeljeno je tvrditi da su i Hrvati bili među njihovom pastvom.
Hrvati su bili brojna zajednica među Slavenima u Budimu, koji su još sredinom 19. st. činili značajni dio stanovništva, a tad su Mađari onda bili samo trećina. Među tim su Hrvatima za u crkvenom ustrojstvu vodeću ulogu imali redovnici franjevačke provincije Bosne Srebrene. To je osobito bilo jako za osmanske vlasti (1526. – 1686.), a vodili su župe u Budimu, Pešti, Tabanu, Jarčinu, Tukulji, Čepulju, Vizivarosu, Oj Budi. Pritome valja naglasiti da nakon podjele vikarije Bosne 1514. na Bosnu Srebrenu
i Bosnu Hrvatsku, samostani koji su bili na području pod osmanskom upravom, spadali su pod nadležnost franjevačke provincije Bosne Srebrene, a oni koji su bili u krajevima izvan osmanske vlasti spadali su pod nadležnost franjevačke provincije Bosne Hrvatske.
S turskim osvajanjima u 15. i 16. st. je uslijedio treći veliki selidbeni val, a po nekim procjenama je obuhvatio polovinu Hrvata, dok je od onda druga polovina Hrvata bila izložena stalnoj asimilacijskoj prijetnji. Osobito su doseljavanja u 16. st. iz Bosne povećala broj Hrvata.
Poslije krbavske bitke uslijedilo je teško razdoblje za Hrvatsku. Zbog stalnih turskih i akindžijskih upada, nemoći ugarske vlasti i nezainteresiranosti europskih sila, već 1515. se na područje Željeznog u zap. Ugarskoj doseljavaju prve hrvatske izbjeglice. Prvi masovni odlazak je uslijedio nakon neuspješnih apela Krste i Bernarda Frankopana Saboru njemačkih staleža u Nürnbergu 1522. Hrvati su iselili iz Gacke, Krbave i Like u Šopronsku županiju. Iseljenički val je trajao do 1527.
Poslije mohačke bitke 1526. se trgovci iz Dalmacije i Bosne nastanjuju u Budimu, Baji, Kalači, Lipovi, Radni, Pečuhu i Segedinu. I sami Turci su naseljavali Hrvate u Podunavlju u tom razdoblju.
Nakon što su Turci drugi put opsjedali Beč 1532., 1533. su Hrvati masovno iselili u Donju Austriju, Moravsku, Slovačku i zapadnu Ugarsku, jer su Turci na svojem putu do Beča poharali velike prostore, uključujući i dijelove Hrvatske preko koje su prešli. Hrvate se iselilo organizirano, a vršili su ga velikaši koji su imali posjede u odredištima iseljeavanje, jer su tako spašavali podaničku radnu snagu iz područja koje su Turci pustošili, a obrana istih je bila bezizgledna, tim više što je područjima na koja su doseljavali radna snaga bila potrebna. Isto tako su u tim seobama sudjelovali feudalci kojima su imanja opustošena 1529. i 1532. za velikih turskih pohoda na Beč. Kralj je porezno poticao ta iseljavanja, feudalci su slali ljude koji su vrbovali stanovnike na iseljavanje, a 1537. je kralj pomogao infrastrukturu na Muri i Dravi kojom bi se olakšalo odlazak Hrvata na posjede u Ugarskoj, čak i sami hrvatski ban Toma Nadaždi, ignorirajući preporuku hrvatskog Sabora o zaustavljanju preseljivanja Hrvata, Naime, nezadovoljni sigurnosnim i gospodarskim stanjem u Hrvatskoj, hrvatski se je sabor bio sastao u Topuskom rujna 1535. godine. Velikaši su sa sabora u Topuskom od rujna 1535. otvoreno poručili kralju "da se moraju s njime razići, ako ih namjerava pustiti u skrajnoj pogibelji. Neka im kralj izvoli vratiti povelju, što ju na cetinskom saboru dadoše punomoćnici kraljevi." odnosno da će ga se odreći kao kralja. Na istom su hrvatskom saboru prosvjedovali protiv prakse vlastele iz Ferdinandovih nasljednih zemalja koja je po svojim agentima mamila hrvatske kmetove, koji su se pak "bez broja" naseljavali u Kranjskoj, Koruškoj, Štajerskoj i Austriji.
U jednom je razdoblju uslijedilo doseljavanje bunjevačkih Hrvata koje je organizirala turska vlast. Nakon što su Turci osvojili Bačku, a zemljište podijelili svojim zaslužnicima, za radnu snagu koja bi obrađivala zemlju su doveli kršćane iz zemalja koje su već prije osvojili, a koja su prema proučavanjima bilježaka franjevačkog povjesničara Bernardina Unyia došli s okupiranih područja u Dalmaciji.
1598. su austrijske postrojbe oslobodile Ostrogon. Tada je zapovjednik grada Miklos Palffy pozvao bačke Slavene neka se nasele u Ostrogon. Odaziv je bio velik do te mjere da su sela popust Ivanke, Gare, Kaćmara, Ledena, Šebešića i Tavankuta skoro opustjela. No, Hrvati i Srbi su se uskoro vratili u stari kraj, jer novi kraj nije imao dobre uvjete. Trag te seobe na sjever Mađarske su prezimena kao Tukuljac, Ostrogonac, Budimac/Budimčević, Pantelinac i slična.
1610. je bilo veliko iseljavanje bunjevačkih Hrvata iz Ličkog sandžaka u Podunavlje.
U Segedin je drugi val hrvatskih doseljenika iz Dubrovnika i dubrovačkog zaleđa bio 1650.
1655. je uslijedio dolazak 2000 bunjevačkih Hrvata koje su vodili bosanski franjevci, a koji su izbjegli u te krajeve kao posljedica nasilnog ponašanja turskih vlasti. To je bilo za biskupovanja biskupa Marijana Maravića (1645. – 1655.), a neki izvori navode da je tih 2000 Hrvata odselilo iz Bosne.
Na područje Segedina su se Dalmatini doselili 1687., no ondje su i prije živjeli Hrvati koji su se doselili iz Dubrovnika, Dalmacije i Bosne, o čemu svjedoči djelovanje hrvatskog ispovjednika 1535. koji je bio duhovnika za trgovce iz Dubrovnika. To doseljavanje iz 1687. se vremenski poklapa s bečkim ratovima, kada se na područje Mađarske doselilo 22.800 Hrvata odnosno s drugom velikom seobom bunjevačkih Hrvata 1687. Austrijsko uspješno oslobađanje kršćanskih zemalja od turske vlasti u 17. i 18. st. je pokrenuo četvrti veliki val doseljavanja Hrvata u Ugarsku.
Budimski gvardijan Andrija Šipračić tvrdi da je za bečkog rata 1683-1699 od Dubočca iselilo 
više od 1 OOOOOO ljudi te da su se mnogi naselili u ugarskom Podunavlju.
Do 17. st. su se Hrvati naselili u skoro sve županije Kraljevine Ugarske.

#### Uloga hrvatskih redovnika
Nakon bitke kod Mohača (1526.) i pada Budima (1541.) središnja je trećina srednjovjekovne Kraljevine Ugarske pala pod osmansku vlast. Velike mase Južnih Slavena naselile su se sjeverno, na područja Ugarske koja su zauzeli Turci. Budući da je katoličke biskupe imenovala osoba koja je bila i svetorimski car i ujedno ugarski kralj, a što je taj car bio najvećim neprijateljem osmansko sultrana, i katolička je Crkva bila neprijateljska i kao takva opasna. Zato ugarski biskupi nisu smjeli na područje pod osmanskom vlašću. Reformacija je bila još jedan udaraca katoličanstvu u turskoj Ugarskoj. Hrvatski svećenici, redovnici franjevačke redodržave Bosne Srebrene uspjeli su uspostaviti znatno prisniji odnos s turskim vlastima. Ponekad je to bilo proturječno, jer ih je povremeno navodio na to da progone svoje suparnike unutar katoličke Crkve služeći se turskom vojnom silom, što je sluđivalo dubrovačke, talijanske i ugarske svećenike, njihove takmace. Tako su franjevci mogli više misionarski djelovati. Ipak, odnos franjevaca i osmanske vlasti nije bio idiličan. Ugarski su krajevi prešli pod franjevačku redodržavu Bosnu Srebrenu, pa su tako diljem Ugarske djelovali hrvatski svećenici i redovnici, što je pridonijelo održavanju i razvijanju živog hrvatskog jezika među tamošnjim Hrvatima. Franjevci upravljaju ugarskim župama od 16. stoljeća nadalje. Padom Bosne pod tursku vlast, franjevci nisu pobjegli nego su ostali djelovati. Zbog prije rečenih razloga osmanska država nije tjerala, nego je tolerirala, gdjekad i pomagala bosanske franjevce. Bili su im potrebni iz razloga što u krajevima gdje su oni djelovali, stanovništvo nije bilo buntovno, plaćalo je namete i nije iseljavalo. Tako su se hrvatski franjevci koji su došli iz Bosne razmilili diljem krajeva Ugarske koji su pali pod tursku vlast, odnosno dijelove današnjih država Hrvatske, BiH, Mađarske, Rumunjske i Srbije.

### 18. stoljeće
U 18. stoljeću su "Hrvati na području ugarskog Podunavlja bili istovremeno nazivani Hrvatima, Racima, Bošnjacima, Ilirima, Bunjevcima, Šokcima i Dalmatincima. U pojedinim je naseljima prevladavalo subetničko ime one grupe koja je bila najbrojnija ili one koja je posljednja doselila, pa su se baranjski Hrvati uglavnom nazivali Bošnjacima i Šokcima, a u Bačkoj su bila najviše zastupljena imena Bunjevac i Dalmatinac. Osim tih imena često su u upotrebi bila i imena Rac i Ilir, kao zajednička imena za sve južne Slavene.".

Pri tom valja naglasiti da su Hrvati u ugarskom Podunavlju svoj jezik nazivali ilirskim, slovinskim, a u 18. i 19. st. su svoj jezik najčešće nazivali dalmatinskim jezikom, većinom su se osjećali Dalmatincima. Ime bunjevačkog jezika se javlja u 19. st., kao i druga imena za Hrvate (kao Bunjevci, katolički Raci, Iliri). I sve do u 1. pol. 19. st. je dalmatinsko ime je pokazivalo veliku raširenost. Bunjevačko i šokačko ime se u to vrijeme rijetko pojavljivalo. 19. stoljećem se više afirmiraju druga imena za podunavske Hrvate, a s obzirom na nedovršeno nacionalno oblikovanje, sredinom stoljeća se supostoje tri imena za hrv. jezik: dalmatinski, ilirski i bunjevački. Od zadnje trećine 19. st. se afirmiraju imena Bunjevci i Šokci za podunavske Hrvate.
Do polovice 18. stoljeća većina mađarskih Hrvata bili su kmetovi i živjeli su na selu. Postojao je među mađarskih Hrvatima nešto manji sloj seoskog građanstva, veleposjednika i plemića. Ipak, Hrvati nisu bili brojčano zanemariva zajednica u gradovima, tolika da je u nekim gradovima bila relativno većinska, a u gradovima kao Baja i Mohač bila je apsolutno većinska zajednica. To će se stubokom promijeniti valom mađarskog nacionalnog buđenja, revolucionarnim kretanjima i agresivnom asimilatorskom politikom u sljedećem stoljeću.

### Nacionalna buđenja u 19. stoljeću
Hrvati u Mađarskoj su u vrijeme nacionalnih buđenja bili ostali izvan matične države, tako da se u doba sveeuropskog buđenja nacionalnih samosvijesti brojne tamošnje hrvatske etničke skupine ostale izvan tih zbivanja i dugo vremena ostale "u nacionalnom i kulturološkom pogledu na razini lokalno-etničke svijesti". Najjača je nacionalna svijest bila kod podravskih, pomurskih i gradišćanskih Hrvata, koji sebe nisu nazivali nekim subetničkim nazivom nego izričito "Orvatima, Horvatima". Kolonija dalmatinskih Hrvata u Budimu se očuvala sve do 19. st.
Nakon sloma mađarske revolucije 1848. i pojačanim nacionalističkim osjećajima, u redovima ugarskih vlasti se iznimno pojačala asimilatorska politika prema manjinama, pa čak i prema nacionalnoj manjini Hrvata u Mađarskoj koji su se u toj revoluciji listom stavili na mađarsku stranu, a i prije nje su se sve vrijeme držali kao politički Mađari.
Razvijanje romantičnog mađarstva među hrvatskim građanstvom i plemstvom u Mađarskoj koji su zapravo trebali biti nositelji nacionalne ideje, zatim potiskivanje hrvatskoga jezika
iz škole i crkve, dovelo je do toga da su do početka 20. stoljeća osobe izjašnjene kao Hrvati gotovo pa nestale iz mađarskih gradova. Seoski su Hrvati znatno uspješnije čuvali svoj nacionalni identitet. To im je uspijevalo sve do uspostave poslijetrianonske Mađarske, kad se frustrirana Mađarska "osvećivala" na manjima, a poslije Drugog svjetskog rata asimiliranje se Hrvata na selima pojačalo zbog sveopćih društveno-gospodarskih okolnosti: industrijalizacije, migracije u gradove, urbanizacije seoskih naselja, sekulariziranja i uklanjanja vjere, osobito Katoličke Crkve koje je bila među zadnjima uporištima hrvatstva, te sveopće povećane društvene pokretljivosti stanovništva.
Uoči Prvog svjetskog rata prema statističkim je ocjenama Josipa Lakatoša u Mađarskoj živjelo 1910. 285.582 Hrvata.

### Poslije Prvog svjetskog rata
Razdoblje poslije prvog svjetskog rata je pooštrilo odnose mađarskih vlasti prema manjinama. Nacionalne frustracija nakon velikih teritorijalnih gubitaka nastalih Trianonskim ugovorom je rezultirala iskazivanjem izrazito niske tolerancije prema svim ne-Mađarima (osim prema mađarskim Nijemcima), na način da se pripadnicima manjina kao jedina mogućnost opstanka davala kroz integriranje u Mađare. Tako su vlasti manjinama kao uvjet za ikakvo obnašanje državne dužnost (čak i najobičniju činovničku dužnost) zahtijevale promjenu nemađarskog prezimena u mađarsko (pa nastaju prezimena kao Pécsvári od Petranovića, Várnai od Vašćana, Légrádi od Jelića, Keszthelyi od Kolarića, Rigó od Kosa itd.).
Bunjevačke i šokačke novine su 1924. dale ovu procjenu broja Bunjevaca i Šokaca u Mađarskoj "Bunjevaca i Šokaca ima u sadašnjoj Madžarskoj oko sedamdeset hiljada. Najviše od njih žive u Bačkoj i Baranji, a osim toga ih ima više hiljada u peštanskoj, šomodjskoj i Fehér varmeđi.".
Po završetku rata, dok je vladalo bezvlađe, jer Mađarske još nije potpisala mirovni ugovor, 1946. godine se vrši popis hrvatske manjine, u svezi s otvaranjem škola. Popis su obavili bivši Horthyjevi pouzdanici. S obzirom na njihove tvrdolinijaške antimanjinske i asimilatorske stavove, rezultati su bili predvidljivi. Hrvatsku su zajednicu umanjili i usitnili popisivanjem u različite kategorije, pa su tako mađarske Hrvate popisalo po mjesnim nazivima: Bošnjaci, Bunjevci, Dalmatinci, Iliri, Raci, Šokci, Vendi itd. i na kraju su obeznačajili brojnost Hrvata (starije ugarske statistike su neke Hrvate popisivale i pod imenom Belohrvata.

### Nakon Drugog svjetskog rata
Mađarskim Hrvatima su nakon Drugog svjetskog rata predstavljali brojne izbjeglice iz Jugoslavije. U te problematične izbjeglice su spadale osobe koje su zbog suradnje s okupatorom pobjegle u Mađarsku. Po nacionalnoj strukturi su te pridošlice bile Mađari, Nijemci, ali bilo je i Hrvata među njima. Sve te pridošlice su brzo postale gorljivim pristašama mađarske asimilatorske politike, jer su tako se nadali da će opravdati svoja nedjela koja su počinili za vrijeme rata.
Vrlo brzo nakon Drugoga svjetskoga rata je mađarske Hrvate pogodila Rezolucija Informbiroa kojom su Hrvati, kao i svi narodi iz NR Mađarskoj susjedne Jugoslavije, postali sumnjivi vladajućim prostaljinističkim krugovima. Iznimno slabe kulturne sveze Hrvata s maticom zemljom su tako do kraja bile zamrli. Dio nacionalno svjesnih Hrvata je završio i na prisilnom radu u Hortobágyu, mađarskom "Golom otoku", a deportirane su i obitelji. Kulturološku štetu su Hrvati osjetili i na drugi način: nacionalno djelovanje im je bilo omogućeno jedino kroz saveze Južnih Slavena, u kojima su veliki utjecaj dobili Srbi, iako su u Mađarskoj bili znatno manjeg broja nego Hrvati. To je ponajviše bilo zbog brojnih prostaljinističkih Srba koji su prebjegli iz Jugoslavije u Mađarsku, koji su kao takvi bili politički podobni i imali su mogućnost napretka u državnom aparatu. I ti Srbi su se ponijeli kao i one ratne izbjeglice iz Jugoslavije - gorljivo su poduprli mađarsku asimilatorsku politiku.

### Nakon raspada SFRJ
Kao posljedica velikosrpske agresije na Hrvatsku i etničkog čišćenja hrvatske manjine u Srbiji, veliki je broj Hrvata iselio u Hrvatsku, Mađarsku i druge zemlje. Tako je i "nekoliko stotina" bunjevačkih Hrvata iz Subotice odselilo u Seged.

## Hrvatske manjinske samouprave
Danas u Mađarskoj djeluje veći broj jedinica hrvatske manjinske samouprave.
U Bačko-kiškunskoj županiji djeluje 13 jedinica, u Baranjskoj 33, u Budimpešti 17, u Jursko-mošonsko-šopronskoj županiji djeluje 10 jedinica, u Peštanskoj 4, u Šomođskoj 10, u Zalskoj 12, u Željeznoj 11, u Čongradskoj 1, u Biloj 3, u Željeznoj 11, a u Borsod-abaúj-zemplénskoj 1.

## Kultura
Etnografijom i hrvatskim usmenim pripovijetkama Hrvata u Mađarskoj se bavio Đuro Franković.
Neke od pjesama Hrvata iz Mađarske su prevedene i na esperanto 1992. (Poemaro de Kroatoj en Hungario , urednika Mije Karagića, Đure Vidmarovića i Marije Belošević, a u prijevodu Lucije Borčić i ostalih.
Hrvatska književnost u Mađarskoj nije dobro obrađena u Hrvatskoj. Esejistički su ju obradili Kikić, Merković, Gabrić, Sekelj, Miković, a znanstveno Sekulić, Melvinger te Đuro Vidmarović.
Hodočasnička mjesta u Mađarskoj koja su najznačajnije utjecala na oblikovanje pučke vjerske kulture i izraza Hrvata u Mađarskoj su Vodica, Andoč, Đud/Jud, Kis-Cell, Turbek, Koljnof, Marijakemend, Erčin i Snježna Gospa nad Pečuhom. Važnost hodočasničkih mjesta i crkva koje pohode (i) pripadnici hrvatske manjine u Mađarskoj potvrđuje njihova brojnost. Većina su posvećena Blaženoj Djevici Mariji, a najstarije, najomiljenije i naljepše hodočasničke pjesme posvećene su njoj. Gospi Judskoj u Judu hodočasti se duže od tisućljeća, a hodočaste joj Hrvati iz mađarskih i hrvatskih dijelova Bačke, Baranje i Podravine. Hrvati s obje strane granice pohode i crkvu BDM od Pohođenja u Koljnofu na 15. kolovoza, i iz Mađarske i Austrije. Prve nedjelje u svibnju gradišćanski Hrvati pohode u Jur Jursku Mariju. Bački Hrvati pohode Vodicu kod Baje. Kod Hrvatskog Židana hodočasti se Peruškoj Mariji. Hrvati iz Mađarske iz sela Hrv. Židana, Narde i Petrovog Sela hodočaste u Austriju k Celjanskoj Mariji u Mariazell. Ugled i značaj hodočašća među Hrvatima sve više raste, nasuprot drugim narodima: dok drugdje Crkva više nije niti na periferiji društva, kod Hrvata vrijedi sasvim suprotno.
Hrvati u Mađarskoj su kroz povijest očuvali svoju vjersku strukturu, za razliku od Mađara, kod kojih se dijelom primio i protestantizam.

## Naobrazba
Za Hrvate je Mađarskoj organizirano učenje hrvatskog književnog jezika za djecu u 36 dječjih vrtića, 38 osnovnih škola te u dvjema gimnazijama (u Budimpešti i Pečuhu). U Pečuhu djeluje Znanstveni zavod Hrvata u Mađarskoj. Gradišćanski Hrvati imaju svoje (trojezične) udžbenike. Ostale ustanove mađarskih Hrvata se službe nastavnim materijalima na hrvatskom književnom jeziku koje se tiska u nakladi budimpeštanske neprofitne udruge Croatica Kht.
Manda Aladžić Kolar (1943. - 2024.) radila je od 1963. do 1996. u Pečuhu, u učeničkom domu Državne opće škole, kao nastavnica hrvatskog jezika. Sa svojim suprugom Stankom Kolarom zalagala se za otvaranje gimnazije u Pečuhu, otvorene šk. god. 1983./'84., pod imenom Hrvatsko-srpska osnovna škola i gimnazija, a od 1988. Hrvatsko-srpska osnovna škola, gimnazija i đački dom „Miroslav Krleža”. Aladžić Kolar bila je prva profesorica Hrvatskog jezika i književnosti te prva razrednica u pečuškoj hrvatskoj gimnaziji.

## Brojnost
Po procjenama, u Mađarskoj živi preko 90.000 Hrvata, koji govore, po trenutačnim spoznajama,  najmanje 7 dijalekata. Prema mađarskim službenim statistikama, u Mađarskoj je 2001. živjelo 25.730 Hrvata.
14.779 stanovnika Mađarske govori hrvatski s članovima obitelji ili prijateljima, a 19.687 ima afinitet s kulturnim vrijednostima i tradicijama hrvatskog naroda.